# 達格 (印第安納州)
達格（英語：Dugger）是一個位於美國印地安納州沙利文縣的城鎮。

## 人口
根據2010年美國人口普查的數據，達格的面積為1.52平方千米，當中陸地面積為1.52平方千米，而水域面積為0.00平方千米。當地共有人口920人，而人口密度為每平方千米605人。